# Étranger (comics)
Pour les articles homonymes, voir Étranger.
L’Étranger (« The Stranger » en VO) est une entité cosmique évoluant dans l'univers Marvel de la maison d'édition Marvel Comics. Créé par le scénariste Stan Lee et le dessinateur Jack Kirby, le personnage de fiction apparaît pour la première fois dans le comic book Uncanny X-Men #11 en mai 1965.
Selon les versions, l'Étranger est considéré comme un super-héros ou un super-vilain.

## Biographie du personnage
L'Étranger est un puissant extraterrestre possédant un « monde-laboratoire » de la taille d'une planète, d'où il étudie de nombreux êtres de diverses origines existant dans la galaxie. Il serait lui-même un être composite, regroupant l'intellect et la force des milliards d'habitants qui peuplaient autrefois Gigantus, une planète située dans la galaxie d'Andromède. Quand leur monde fut détruit par les Éterniens, les survivants fusionnèrent par un moyen inconnu en un être unique, qui devint l’Étranger.
L'énigmatique Étranger visite un jour la Terre, par curiosité. Il découvre les X-Men et décide d'enlever Magnéto et le Crapaud pour étudier les mutants. Pensant l'humanité dangereuse, il cherche à détruire la Terre mais en est dissuadé par Hulk et le Surfer d'argent.
Un jour, l'Abomination apparaît sur le monde-laboratoire de l'Étranger, après avoir été vaincu par le Surfeur d'argent. Réalisant qu'il n'est pas à la hauteur de l'être cosmique, l'Abomination utilise le scanner de l’Étranger pour téléporter le dieu Thor sur la planète. Dans un premier temps, Thor aide l'Abomination et libère rapidement tous les sujets de l’Étranger. Celui-ci arrive et affronte Thor, qui n'arrive pas à le vaincre. Thor s'échappe, mais est piégé sous son apparence humaine de Donald Blake. Il est alors capturé par l'Abomination qui prévoyait de prendre le contrôle de la planète. Blake, cependant, redevient Thor et l'Étranger revient pour se venger. Thor utilise alors son marteau Mjolnir pour inverser le temps, empêchant ainsi l'Abomination de l'appeler.
L'Étranger revient sur Terre plusieurs années après avoir aidé les Quatre Fantastiques à combattre Overmind. Il s'attaque à Spider-Man et à l'entité cosmique le Jardinier, ce dernier cherchant à voler la Gemme de l’Âme d’Adam Warlock. L'Étranger, en possession de l'une des six Gemmes de l'infini, la « Gemme de Réalité », attaque Adam Warlock et Spider-Man dans la Zone bleue de la Lune, afin de réclamer celle d'Adam, la Gemme de l’Âme. Le Jardinier, qui se trouvait dans la région, utilise le pouvoir de sa gemme temporelle (qui était encore considérée comme une autre Gemme de l’Âme à l'époque) pour combattre l’Étranger, le chassant ainsi. Croyant avoir « corrompu » la gemme en l'utilisant comme arme, le Jardinier l'abandonne ensuite sur la Lune. 
L'Étranger rencontre par la suite le Captain Mar-Vell, et aide les Champions de Los Angeles à détruire la bombe qu'il avait laissée lors de sa première visite sur Terre, puis il aide la Chose et Hulk à vaincre le dieu Pluton (en).
Le Surfer d'argent apprend plus tard, lors d'une rencontre avec l'Étranger, que celui-ci aurait pu devenir la quatrième face de l'entité cosmique connue sous le nom du Tribunal vivant (en opposition au visage central du Tribunal, assimilé à « l’Équité »), le Tribunal lui ayant fait cette offre ; l'Étranger refusa la proposition, n’appréciant guère la comparaison et refusant sans doute d’apparaître comme un élément de quelque chose autre que lui-même, y compris du Tribunal vivant.

## Pouvoirs, capacités et équipement

### Pouvoirs et capacités
L'Étranger est une entité extraterrestre qui possède un pouvoir cosmique colossal, d'une échelle de puissance comparable à celle de Galactus ou des Célestes. Grâce à celui-ci, il peut générer et manipuler l'énergie et la matière à volonté.
En complément de ses pouvoirs, c'est un génie dans tous les domaines scientifiques.
- L’Étranger est apparemment immortel[1].
- Grâce à son pouvoir cosmique, il peut augmenter sa force, sa vitesse et son endurance à des niveaux surhumains et phénoménaux[1].
- Il peut aussi altérer sa taille, sa masse et sa densité (ou d’autres objets et organismes), voire se transformer en énergie pure. On l'a déjà vu atteindre une taille de 15 mètres de haut[1].
- Il peut convertir la matière en énergie, voyager à la vitesse de la lumière ou à travers les distorsions spatiales pour franchir les barrières entre les dimensions, ce qui lui permet de se rendre virtuellement n’importe où dans l’univers de manière instantanée[1].
- Il peut aussi créer des champs de force infranchissables et projeter de l’énergie cosmique, allant de décharges extrêmement puissantes à des rayons paralysants relativement inoffensifs[1].
- Contrôlant les gravitons autour de lui, il peut de se déplacer par lévitation très facilement[1].
- L’étendue précise de ses capacités extrasensorielles et psioniques reste inconnue[1].

Ses pouvoirs connaissent cependant un certain nombre de limitations connues. Ainsi, il ne peut pas voyager à travers le temps, ressusciter les morts, atteindre une taille équivalent à celle d’un système stellaire ou déplacer des objets de la taille d’une planète sans aide extérieure. En outre, compte tenu de ses nombreuses recherches, expériences et de sa quête perpétuelle du savoir, on peut supposer sans trop de risques qu’il n’est ni omniscient, ni doté de la capacité de lire l’avenir.
Grâce à son vaisseau-monde, d'une taille équivalente à une petite planète, il dispose de ressources phénoménales.

### Équipement
L’Étranger emploie habituellement ou étudie une large variété de machines. La manière dont ces objets augmentent ou diversifient ses pouvoirs reste inconnue. 
Parmi ces objets, on peut citer une Gemme de l’infini, l’Union Infinie, la Bombe Ultime, le Bâton runique de Kamo Tharnn, un serviteur androïde appelé Blockade, la Starbrand, divers vaisseaux spatiaux de différentes tailles et, principalement, son monde-laboratoire. 
Son monde-laboratoire est considéré comme sa demeure, ou comme une prison pour ses sujets d’expérience. Cette immense planète artificielle a été aperçue en divers endroits de l’univers — soit l’Étranger est capable de la déplacer à volonté, soit elle se déplace par ses propres moyens. Actuellement, elle détient en orbite autour d’elle la Terre du Néo-Univers (ou Terre-148611) qui a été scellée par le Tribunal vivant afin d’être totalement coupée du reste de l’univers de la Terre-616.
En plus de contenir des quartiers d’habitation et de travail, le monde-laboratoire de l’Étranger dispose de millions d’environnements distincts, chacun étant conçu pour donner à ses habitants l’illusion d’un espace virtuellement illimité, similaire à leur habitat naturel.
Parmi les prisonniers qui sont (ou ont été) détenus dans le monde-laboratoire de l’Étranger, figurent l’Abomination, Alpha le Mutant Ultime, le Bataillon du Pouvoir, la Bi-Bête, les Cavaliers d’Apocalypse, le Crapaud, le Diamant, Ego-Prime, l’Éthique, Fusion (les frères Fusser), le Futuriste, Gorr le Gorille doré, Jakar, Krakoa, la Libellule, Magnéto (Magnus), le Méga-Man, Mercurio l’Homme-Quadridimensionnel, Méru, Nygorn, Pilai, la Présence, le Ragondin, Sky-Walker, les Sœurs de l’Étrange, Sphinxor, Star-Dancer, Stardust, Starlight, Ten-For (un ennemi de Machine Man), Threkker, le Trikon, le Valet de cœur, Woodgod et l’extra-terrestre mutant Dalabuur, et le reste de l’équipage de Captain Reptyl.
Les anciens Gardes impériaux shi’ar Moondancer, Solarwind et Voyager ont aussi été emprisonnés ; leur esprit ayant été modifié par l’Étranger, ils résident désormais sur son monde-laboratoire, le servant corps et âme.

## Apparition dans d’autres médias

### Cinéma
- Le personnage de l'Étranger fait une apparition dans le film Kraven le Chasseur (2023), interprété par l’acteur Christopher Abbott[14].